# 费卢杰
費盧傑（阿拉伯語：فلوجة）是伊拉克安巴爾省城市，位於伊斯兰教什葉派聖城纳杰夫附近。費盧傑又名“清真寺城市”，市郊區内有超過200座清真寺。該城也是遜尼派的重要據點。
2014年1月初，費盧傑市區落入伊斯蘭國及遜尼派部族武裝的控制。
2016年5月，伊拉克軍隊開始對費盧傑進行反攻。6月26日，经过一个月的战斗，伊拉克當局全面收復費盧杰，行動共擊斃1800名武裝分子。